# Nquma
Nquma é um gênero de gastrópodes pertencente a família Horaiclavidae.

## Espécies
- Nquma rousi (Sowerby III, 1886)[2]
- Nquma scalpta Kilburn, 1988[3]